# ميثوني (بيريا)
ميثوني (Μεθώνη) هي مدينة في بيريا في مقاطعة فوريا إلادا في اليونان.